# Chabowo
Chabowo est une localité polonaise de la gmina rurale de Bielice située dans le powiat de Pyrzyce en voïvodie de Poméranie-Occidentale. Elle se situe à environ 13 km au nord-ouest de Pyrzyce et 26 km au sud de la capitale régionale Szczecin.

## Géographie

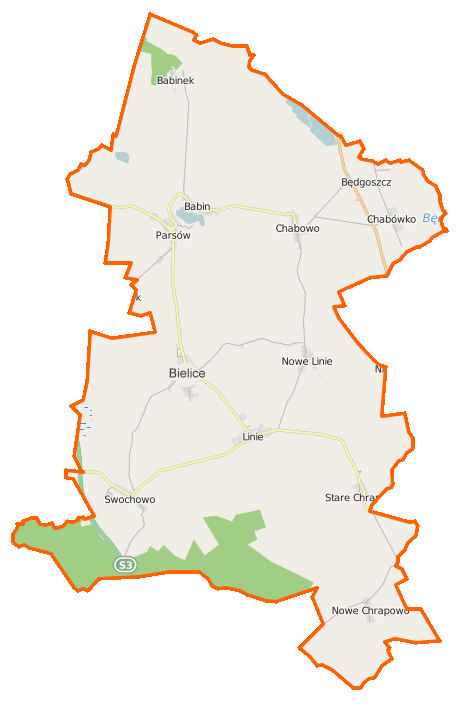
Carte de la gmina de Bielice.

## Histoire
De 1815 à 1945, Alt Falkenberg fait partie de l'arrondissement de Pyritz dans le district de Stettin au sein de la province de Poméranie